# Borislav Paravac
Borislav Paravac (en serbe cyrillique : Борислав Паравац) est un homme politique de la république serbe de Bosnie, né le 18 février 1943 à Kostajnica, commune de Doboj. Il a été le représentant de la communauté serbe de Bosnie-Herzégovine à la Présidence collégiale de Bosnie-Herzégovine d'avril 2003 à octobre 2006.
Paravac sort diplômé de la faculté d'économie de Zagreb en 1966. Il devient maire de la municipalité de Doboj en 1990, puis membre du Parlement de la république serbe de Bosnie. Il est élu au Parlement national de Bosnie-Herzégovine en 2002.
En 2003, Mirko Sarovic, représentant de la communauté serbe à la présidence collégiale est limogé par le haut représentant des Nations unies en Bosnie-Herzégovine Paddy Ashdown, pour avoir favorisé la vente d'armes à l'Irak. Paravac est alors nommé en remplacement, le 11 avril, comme représentant de la communauté serbe de Bosnie-Herzégovine. Paravac est membre du Parti démocrate serbe.